# Limnophora obscurisquama
Limnophora obscurisquama är en tvåvingeart som beskrevs av Stein 1908. Limnophora obscurisquama ingår i släktet Limnophora och familjen husflugor.
Artens utbredningsområde är Kanarieöarna. Inga underarter finns listade i Catalogue of Life.